# Effet Narcisse
L'effet Narcisse résulte d'une constatation : identifier ses propres préjugés dans un discours suscite le bien-être.
Dans son ouvrage, Le Littératron (1964), le journaliste au Monde Robert Escarpit, construit une intrigue à partir de cet effet bien connu du monde de la publicité. L’analyse informatique des propos banals capturés dans des conversations de la population permet alors de construire un discours politique qui, renvoyant à la population le reflet de ses idées reçues, déclenchera le bulletin de vote. On peut tirer de cette fable quelques leçons sérieuses.
L'effet Narcisse s'observe facilement sur des publicités quotidiennes pour l'œil et l'oreille avertis.